# 高功能酗酒者
高功能酗酒者 (英語：（HFA）) 指的是那些飲酒程度已經符合酒精使用疾患的標準，卻仍能維持工作，也仍能維持人際關係的人。
在美國，這類HFA佔總酗酒人數中的19.5%。根據哈佛大學公共衛生學院的統計數據顯示，大學生中有31%有濫用酒精的跡象，而有6%會達到酒精依賴的程度。醫生希望在精神疾病診斷與統計手冊第五版中的新定義有助於不必等到問題發展到真正嚴重的程度，就能儘早把嚴重的酒精使用疾患病例辨識出來。
許多HFA不被社會視為酗酒者，因為他們通常不符合刻板印象中的酗酒者。HFA與這類酗酒者不同，在他們一生中有的表現成功，有的甚至取得超凡成就。這可能會導致HFA本人、同事、家人、以及朋友會否認有酒精使用疾患的存在。在這類美國的高功能酗酒者中，有50%也是吸菸者, 而其中有33%，他們的家族成員中連續幾代都有酒精使用疾患的問題. 